# Олсберг, Карл
Карл Лукас Олсберг (англ. Carl Lucas Alsberg; 2 апреля 1877 — 31 октября 1940) — американский биохимик. Возглавлял Food and Drug Administration (в 1912—1921 годах).

## Биография
Родился в Нью-Йорке 2 апреля 1877 года, отец — химик. Учился в школе в Нью-Йорке, затем — в Колумбийском университете, который окончил в 1896 году. В 1900 году получил степень доктора медицины в Колумбийском врачебно-хирургическом колледже.
В последующие несколько лет изучаю биохимию в Германии — в Страсбургском и Берлинском университетах. Вернувшись в США в 1903 году, Олсберг был назначен ассистентом по физической химии в медицинской школе Гарвардского университета.
С 1908 года Олсберг — химик-биолог в Бюро растительной индустрии Министерства сельского хозяйства США. В 1912 году избран главой Бюро химии, которым руководил в течение девяти лет. В 1921 году приглашён на должность одного из директоров Института исследования пищи Стэнфордского университета. В 1938 году назначен профессором сельскохозяйственной экономики Калифорнийского университета в Беркли и директором Фонда Джаннини при Университете.
В 1917—1918 годах Олсберг был президентом Американского общества биохимиков. Один из организаторов журнала Annual Review of Biochemistry.
Олсберг занимался изучением проблем продовольственной безопасности на западе США. В сферу его научных интересов входили белковый метаболизм, механизмы клеточной деятельности, проблемы роста населения, государственная организация исследований, проблема содержания крахмала в зерне и другие области.
Скончался в ночь с 31 октября на 1 ноября 1940 года.

## Некоторые публикации
- Alsberg C. L., Black O. F. Contributions to the study of maize deterioration. Biochemical and toxicological investigations of Penicillium puberulum and Penicillium stoloniferum. — 1913. — 48 p.
- Alsberg C. L., Taylor A. E. The Fats and Oils: A General View. — 1929. — 103 p.